# Alessandro Poglietti
Alessandro Poglietti, né à une date inconnue et mort à Vienne en juillet 1683, est un organiste, claveciniste et compositeur de l'époque baroque, probablement né en Moravie.

## Biographie
Alessandro Poglietti servit comme organiste de l'empereur Léopold Ier à compter de 1661 et jouit d'une bonne réputation comme interprète et professeur de musique. Il mourut à Vienne en 1683 alors que la ville subissait l'assaut des Turcs.
L'œuvre la plus connue de Poglietti est Le Rossignol, une collection de pièces pour clavecin publiée en 1677 et dédicacée à l'impératrice Eléonore de Neubourg. Ce recueil est composé de pièces qui relèvent de la suite et de la variation et qui comptent parmi les premiers exemples de musique descriptive ou à programme.
Ses autres compositions comprennent de nombreuses pièces pour instruments à clavier (12 ricercare, des canzone, toccatas et autres), de la musique de chambre – principalement des suites et sonates – de la musique vocale sacrée (messes), motets, des litanies, et un unique opéra, Endimione festeggiante (1677).
En 1676, Poglietti publia le Compendium, oder kurzer Begriff und Einführung zur Musica, traité de composition pour le clavier.

## Discographie
- Rossignolo - Joyce Lindorff, clavecin (4-6 april 1994, Paladio) (OCLC 890322348)
- Il Rossignolo, Suite Sopra la ribellione di Ungheria - Roberto Loreggian, clavecin (mars 1997, Tactus TC 621601) (OCLC 41659604)
- Œuvres pour clavecin - Jörg-Andreas Bötticher, clavecin (octobre 1997, Harmonia Mundi) (OCLC 40573799)